# Cuenca aleutiana

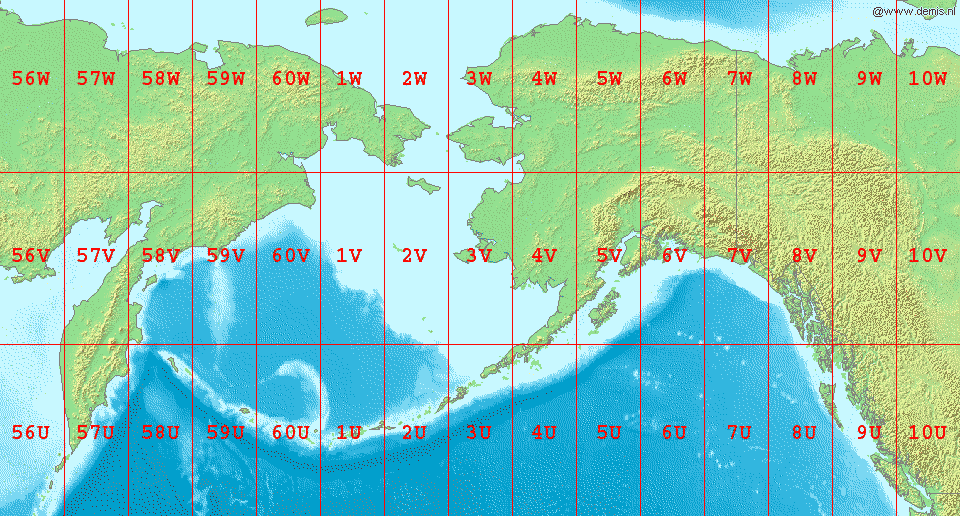
Mapa del mar de Bering, con la cuenca aleutiana claramente discernible aquí en la porción suroeste del mar.

La cuenca aleutiana es una cuenca oceánica bajo el suroeste del mar de Bering. Mientras que la mitad noreste del mar de Bering queda encima de la placa Norteamericana ien aguas relativamente poco profundas, la cuenca aleutiana está formada por placa oceánica—el resto de la placa de Kula que fue en su gran parte subducida bajo la placa norteamericana.
La subducción de la placa de Kula cesó después de la creación de la fosa de las Aleutianas al sur. Lo que quedó de la placa de Kula se unió a la placa norteamericana. Esta anterior zona de subducción es hoy el margen beringio, que actualmente alberga dieciséis cañones submarinos, incluyendo el cañón Zhemchug, que es el más grande del mundo.
Un antiguo arco insular llamado dorsal de Bowers es un accidente geológico destacado de forma semicircular que se alza desde la parte meridional de la cuenca donde se encuentra con el arco de las islas Aleutianas. Su formación se remonta a algún momento entre finales del Mesozoico y principios del Terciario.